# Нікушор з племені ВВ
Нікушор з племені ВВ — радянський художній фільм 1975 року, знятий кіностудією «Молдова-фільм».

## Сюжет
Назва фільму нічого спільного з телебаченням не має. Сценарист Костянтин Шишкан зашифрував абревіатуру ВВ як «важковиховувані», маючи на увазі той дитячий вік, коли хлопці вже намагаються жити вільним дорослим життям, ще не маючи ніякого практичного досвіду і потребуючи опіки дорослих. Тому картина ця не тільки про важковиховуваних хлопців, а й про тих, хто займається цим вихованням. Про їх уміння знайти шлях до сердець і розумів дітей, розповідає цей фільм.

## У ролях
- Андрій Тенета — Нікушор
- Микола Шушарін — «Диригент»
- Андрій Войновський — «Прилипала»
- Віталій Чижиков — «Грім»
- Олена Аржанік — Челла
- Віктор Бурхарт — Северин Сергійович Єшану
- Марія Сагайдак — мати Нікушора
- Василе Брескану — батько Нікушора
- Євгенія Тудорашку — Емма Борисівна, двірничка
- Костянтин Константинов — Лук'ян Кузьмич
- Олександр Назаров — Влад
- Раду Константин — Сергій
- Олена Бирня — Світлана
- Юрій Рудченко — епізод
- Володимир Зайчук — епізод
- Анатолій Жоржато — епізод
- Вадим Яковенко — епізод
- Едуард Аблам — Ізюмчиков
- Павло Яцковський — тренер
- Олександр Мутафов — глядач

## Знімальна група
- Режисер — Віталій Дьомін
- Сценарист — Костянтин Шишкан
- Оператор — Микола Фомін
- Композитор — Олександр Градський
- Художник — Федір Лупашко